# Polygyros
Polygyros este un oraș în Grecia în prefectura Halkidiki.